# Delphine Bachmann
Delphine Bachmann, née le 2 novembre 1988 à Chêne-Bougeries (originaire de Thônex), est une personnalité politique suisse, membre du Centre.
Elle est membre du Conseil d'État du canton de Genève depuis le 1er juin 2023, à la tête du département de l'économie et de l'emploi.

## Biographie
Delphine Bachmann naît le 2 novembre 1988 à la clinique des Grangettes, à Chêne-Bougeries, dans le canton de Genève. Elle est originaire de Thônex, dans le même canton. Son père, Alain Bachmann, d'origine argovienne, est haut fonctionnaire dans les systèmes d'information ; sa mère, née Béatrice Fontanet, est enseignante à l'Institut Jaques-Dalcroze. Elle a six frères cadets. Son grand-père maternel est le conseiller d'État et conseiller national Guy Fontanet. La conseillère d'État Nathalie Fontanet est l'ex-épouse de son oncle.
Elle suit une formation d'infirmière. Elle est également titulaire d'une maîtrise en administration des affaires. 
Elle travaille d'abord pour les Hôpitaux universitaires de Genève, puis se spécialise en oncologie et rejoint la clinique privée des Grangettes, où elle met sur pied le Centre du sein, dont elle est la directrice administrative. Elle est promue par la suite au comité de direction, où elle chapeaute notamment les projets immobiliers et le marketing. 
Elle est mariée à un spécialiste de l'audit informatique bancaire, rencontré lors d'un camp de Caritas en 2005, et mère de deux enfants.

## Parcours politique
Elle adhère au Parti démocrate-chrétien (PDC) en 2010. Elle se présente l'année suivante aux élections pour le Conseil municipal (législatif) de Chêne-Bougeries, mais n'est pas élue.
Elle siège au Grand Conseil du canton de Genève comme députée suppléante à partir du 3 décembre 2015, puis comme députée titulaire à partir du 23 novembre 2017 à la suite de la démission de Geneviève Arnold. Elle est réélue le 15 avril 2018 (en dernière position des candidats de sa liste). 
Elle est candidate au Conseil national en octobre 2019,. L'année suivante, elle est élue en juillet par acclamation (seule candidate) à la présidence de la section cantonale de son parti, où elle succède à Vincent Maitre. 
Elle se porte également candidate en 2021 à l'élection complémentaire au Conseil d'État genevois, au second tour, se plaçant en troisième position au second tour derrière l'élue des Verts Fabienne Fischer et Pierre Maudet,. 
Plus jeune candidate à l'élection au Conseil d'État en 2023, elle se place en neuvième position au premier tour, devant son colistier du Centre (le PDC genevois change de nom en septembre 2021) Xavier Magnin. Seule candidate du Centre au second tour et figurant sur une liste commune de l'ensemble de la droite, elle est élue en cinquième position le 30 avril 2023. Elle se voit confier le département de l'économie et de l'emploi.
En mars 2024, la nomination de son père à un poste élevé suscite des critiques, même si elle n'en est pas directement à l'origine.